# Susan Blakely
Susan Blakely (Frankfurt, Duitsland, 7 september 1948) is een Amerikaanse film- en televisieactrice. Ze is het meest bekend voor haar rol van Julie Prescott in tv-drama De Jordaches en Patty Simmons in hitfilm The Towering Inferno.

## Biografie
Blakely werd geboren in Frankfurt, haar vader was kolonel in het Amerikaanse leger. Ze begon haar carrière als fotomodel en werd dan actrice. Haar eerste grote rol was die in rampenfilm The Towering Inferno in 1974. Na nog enkele rollen kreeg ze de hoofdrol in de miniserie De Jordaches (Rich Man, Poor Man), waar ze ook een Golden Globe voor won en genomineerd werd voor twee Emmy's. In 1979 speelde ze in de vierde Airportfilm, The Concorde ... Airport '79, die echter een flop werd.
In de jaren tachtig speelde ze gastrollen in series als Matlock en Murder, She Wrote. 

## Prijzen
| Jaar | Prijs                       | Categorie                                                                         | Programma                      | Opmerking   |
| ---- | --------------------------- | --------------------------------------------------------------------------------- | ------------------------------ | ----------- |
| 1976 | Emmy Award                  | Beste vrouwelijke hoofdrol in een miniserie                                       | De Jordaches                   | genomineerd |
| 1977 | Emmy Award                  | Beste vrouwelijke hoofdrol voor een eenmalig optreden in een comedy of dramaserie | De Jordaches II                | genomineerd |
| 1977 | Golden Globe Award          | Beste tv-actrice in een drama reeks                                               | De Jordaches                   | gewonnen    |
| 1984 | Golden Globe Award          | Beste prestatie van een actrice in een mini-serie of tv-film                      | Will There Really Be a Morning | genomineerd |
| 2010 | Beverly Hills Film Festival | Kortfilmdrama                                                                     | To Comfort You                 | gewonnen    |